# Auguste Wagener

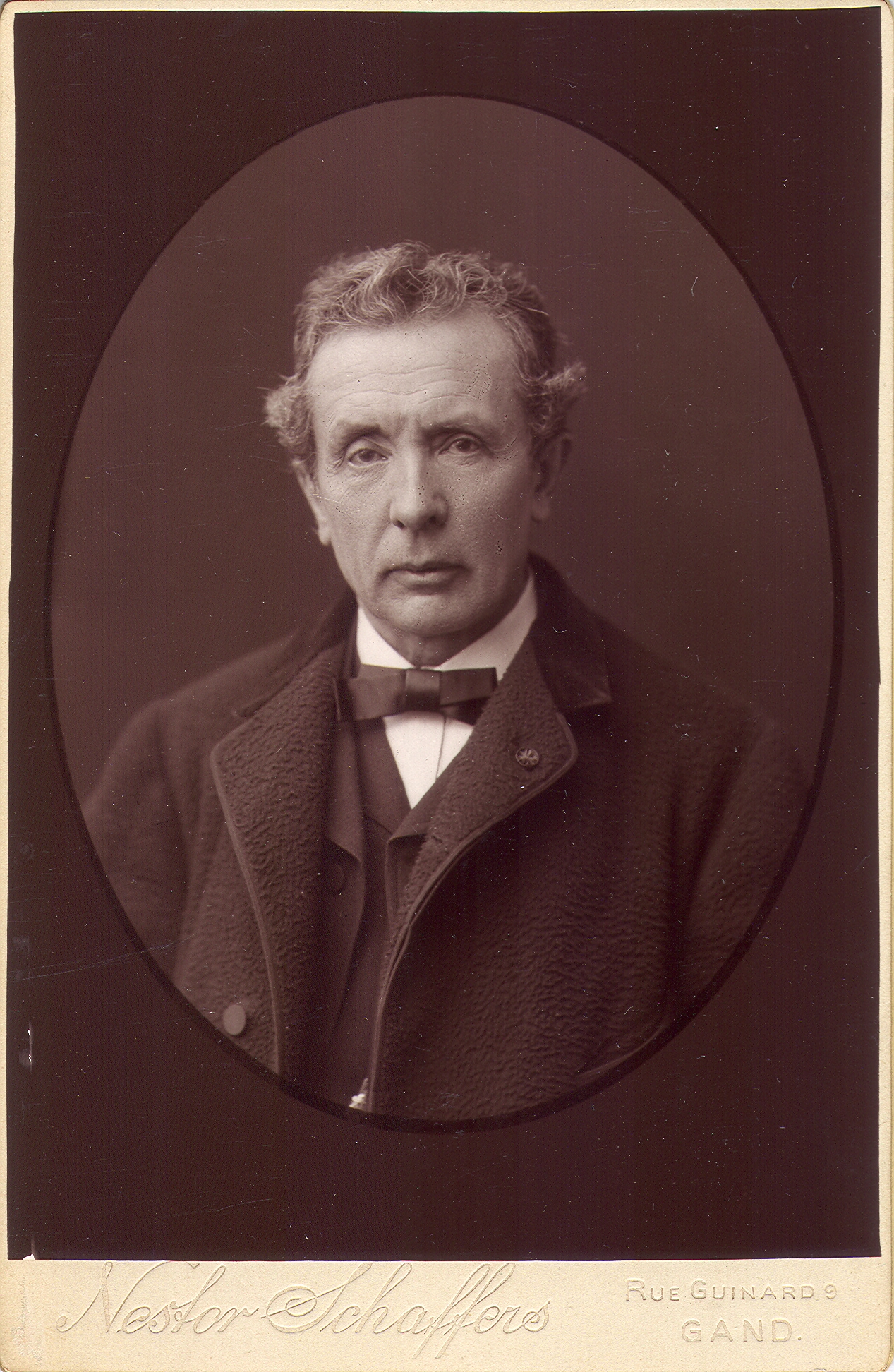
Auguste Wagener

Auguste Wagener (Roermond, 2 juni 1829 - Gent, 14 mei 1896) was een Belgisch volksvertegenwoordiger en hoogleraar.

## Biografie
Auguste Wagener was een zoon van Jan-Baptist Wagener, professor aan het Koninklijk College in Roermond en daarna aan het Koninklijk Atheneum van Antwerpen, en Catherine Reuter. Hij trouwde met Emma de Rote (1834-1866), een kleindochter van Jean-Baptiste Hellebaut, en in tweede huwelijk met Mathilde Van Loo (1831-1899).

### Academische carrière
Wanager promoveerde tot doctor in de klassieke filologie (1849) aan de universiteit van Bonn en tot doctor in de wijsbegeerte en letteren (1850) aan de Universiteit van Luik. Hij studeerde ook nog aan de Sorbonne en aan het Collège de France. Hij werd onmiddellijk verbonden aan de Rijksuniversiteit Gent en werd een van de grondleggers van de filologische wetenschap aan de Belgische universiteiten. Hij was in Gent:
- 1850: geaggregeerde,
- 1858: buitengewoon hoogleraar,
- 1862-1882: gewoon hoogleraar literatuur aan de faculteit Wijsbegeerte en Letteren,
- 1882-1895: na het emeritaat docent van nog verschillende cursussen.

Hij was ook:
- administrateur-inspecteur van de Rijksuniversiteit Gent,
- directeur van de School voor Burgerlijke Bouwkunde, verbonden aan de Gentse universiteit,
- directeur van de Normaalschool voor wetenschappen in Gent,
- directeur van de Revue de l'instruction publique en Belgique,
- lid van de redactieraad van La Flandre libérale in Gent.

In 1883-84 stichtte hij een Vlaamse normaalschool voor geschiedenis en Germaanse filologie, die werd opgenomen in de faculteit wijsbegeerte en letteren.

### Politieke loopbaan
Van 1863 tot 1890 was Wagener gemeenteraadslid van Gent, van 1863 tot 1877 als schepen van Onderwijs en Schone Kunsten.
In maart 1882 werd hij liberaal volksvertegenwoordiger voor het arrondissement Gent, ter vervanging van de overleden Charles de Kerchove de Denterghem. De fKatholieke Partij stelde bij die buitengewone verkiezing geen tegenkandidaat; er waren immers reguliere verkiezingen gepland voor juni 1882, waarbij de liberale lijst herverkozen werd. Wagener vervulde dit mandaat tot in 1886, toen de katholieke lijst won. Zijn aandacht ging naar de onderwijsproblemen en hij ageerde tegen de kinderarbeid. Hij ijverde ook, samen met Leon Visart de Bocarmé, voor de verplichte tweetaligheid van legerofficieren en voor het onderwijs in het Nederlands in de lagere scholen van het rijksonderwijs.
Hij was verder ook:
- erevoorzitter van het Willemsgenootschap,
- corresponderend lid (1871), lid (1875) en directeur van de klasse der letteren (1884) van de Koninklijke Academie voor Wetenschappen, Letteren en Schone Kunsten,
- corresponderend lid van de Koninklijke Commissie voor Monumenten en lid van de Provinciale Commissie,
- bestuurslid van de Nijverheidsschool in Gent,
- medestichter van de Vereniging voor de bevordering van filologische en historische studies,
- lid van de toezichtsraad van de Muziekacademie in Gent,
- voorzitter van de Cercle littéraire et artistique in Gent,
- lid van de Raad voor de verbetering van het middelbaar onderwijs.